# Шати ікони
Шати ікони, риза або оклад (грец. επένδυση) — оздоба на іконах, що покриває майже все зображення, нанесене на іконну дошку, окрім декількох головних та найвиразніших елементів. Зазвичай, відкритими лишаються обличчя й руки, для них в шатах передбачені отвори.
Оздоблення шатами характерне для всіх православних ікон. Образи візантійського походження чи ікони Центральної та Східної Європи у католиків також прикрашаються шатами. Проте найрозкішніші та найдорогоцінніші оздоби притаманні все ж східноєвропейському православ'ю. Традиційно шати виготовляються з дорогоцінних металів: золота чи срібла. Домашні ікони прикрашаються міддю або ж латунню. Існують шати оздоблені перлинами, розшиті бісером, виготовлені з перегородчатої емалі, прикрашені дорогоцінним камінням, кольоровими стразами або іншими накладними деталями.
Ці та інші оздоби ікон стали окремим напрямком декоративно-прикладного мистецтва, що розвивалося з часів Київської Русі на території нинішньої України. Наприкінці XVII ст., на початку XVIII ст. київську школу золотарства, витворами якої прикрашені ікони в соборах Києво-Печерської лаври, заснували такі видатні митці як Ієремія Білецький, Василь Мощенко, Григорій Левицький, Іван Равич, Михайло Юревич, династії Симигиновських та Стрельбицьких.